# KTL
A KTL amerikai doom metal zenekar. Két taggal rendelkeznek: Stephen O'Malley-val és Peter Rehberg-gel. 2006-ban alakult meg. Eredetileg csak a Kindertotenlieder nevű színházi darab miatt jöttek létre, ugyanis ehhez a darabhoz szereztek zenét. Legelőször a franciaországi Brestben léptek fel. Pályafutásuk későbbi szakaszában azonban komoly doom metal együttessé nőtték ki magukat. Stephen O'Malley a műfaj több zenekarában is szerepelt, (ő volt például a népszerű Sunn O))) alapító tagja is. A KTL egészen a mai napig működik. A legtöbb lemezük kiadási dátuma ismeretlen.

## Diszkográfia
- KTL (stúdióalbum, 2006)
- KTL 2 (stúdióalbum, 2007)
- KTL 3 (középlemez, 2007)
- Eine eiserne Faust in einem Samthandschuh (koncertalbum, 2007)
- The Phantom Carriage: KTL Edition (DVD)
- Live in Krems (középlemez/koncertalbum)
- IKKI (stúdióalbum)
- KTL IV (stúdióalbum, 2008)
- The Paris Demos (demó)
- KTL V (stúdióalbum)